# Avenue du Mont-Riboudet
L'avenue du Mont-Riboudet est une voie publique de la commune française de Rouen.

## Situation et accès
Elle est située rive droite, entre le quai Gaston-Boulet avec les rues Montaigne et Dumont-d'Urville et le boulevard Jean-Jaurès. Elle permet d'accéder à l'autoroute A150.
On y trouve des concessionnaires automobiles.
Une voie en double-sens en site propre est réservée pour le TEOR.
Trois stations existent sur ce parcours:
- Mont-Riboudet Kindarena (T1, T2, T3, F4, 26, 35, 526, 529, 530) P+R
- Luciline (T1, T2, T3)
- Pasteur (T1, T2, T3)

Rues adjacentes
- Rue René-Dragon
- Chaussée du Petit-Gay
- Rue Mirafiori
- Rue Jean-Ango
- Passage de la Luciline
- Rue Amédée-Dormoy
- Rue de la Carue
- Rue Mogador
- Rue de Constantine
- Rue Saint-Filleul
- Rue de Lisbonne
- Rue de Tanger
- Rue du Pré-de-la-Bataille

## Origine du nom
Cette voie porte le nom de la hauteur située sur la rue de Bapeaume.

## Historique
En 933, des négociations entre Guillaume Longue Épée et Rioulf ayant échoué, ce dernier voulut attaquer Rouen. Le camp de Rioulf, avec des forces supérieures, se trouvait dans une vallée voisine du Mont-Riboudet et dont la rue du Pré-de-la-Bataille, qui lui est adjacente, porte encore le nom.
Cette voie a porté les noms de « rue de la Corne », « Grand Chemin du Havre et Grand Chemin de Dieppe à Rouen », et pendant la période Révolutionnaire celui de « cours de la République » avant de prendre sa dénomination actuelle vers le milieu du XIXe siècle.
Sa partie ouest, ouverte en 1845, en a été détachée en 1930 pour devenir le boulevard Jean-Jaurès.
Pendant la Seconde Guerre mondiale, l'avenue fut endommagée par les bombardements des forces alliées du 27 mai au 4 juin 1944, et partiellement détruite du 25 au 27 août.

## Bâtiments remarquables et lieux de mémoire
- no 19 : Le chimiste Horace Koechlin (1839-1898) y a vécu.
- no 35 puis no 47 : François Depeaux (1853-1920) y a habité.
- no 35 : Georges Guillo Lohan (1871-1915)  y est né.
- no 66 : Le sculpteur Jean-Baptiste Foucher (1832-1907) y est né.
- no 69 : Alfred Guérard (1831-1889) y fonde la raffinerie de pétrole La Luciline en 1868.
- Louis Deglatigny y a dirigé la maison d'importation de bois J.B. Le Mire fils.

### Équipements
- Direction des douanes. L'hôtel des Douanes (1964) est dû à l'architecte Raoul Leroy.
- La capitainerie du grand port maritime de Rouen
- Palais des sports
- Centre des finances publiques